# Lassi Nummi

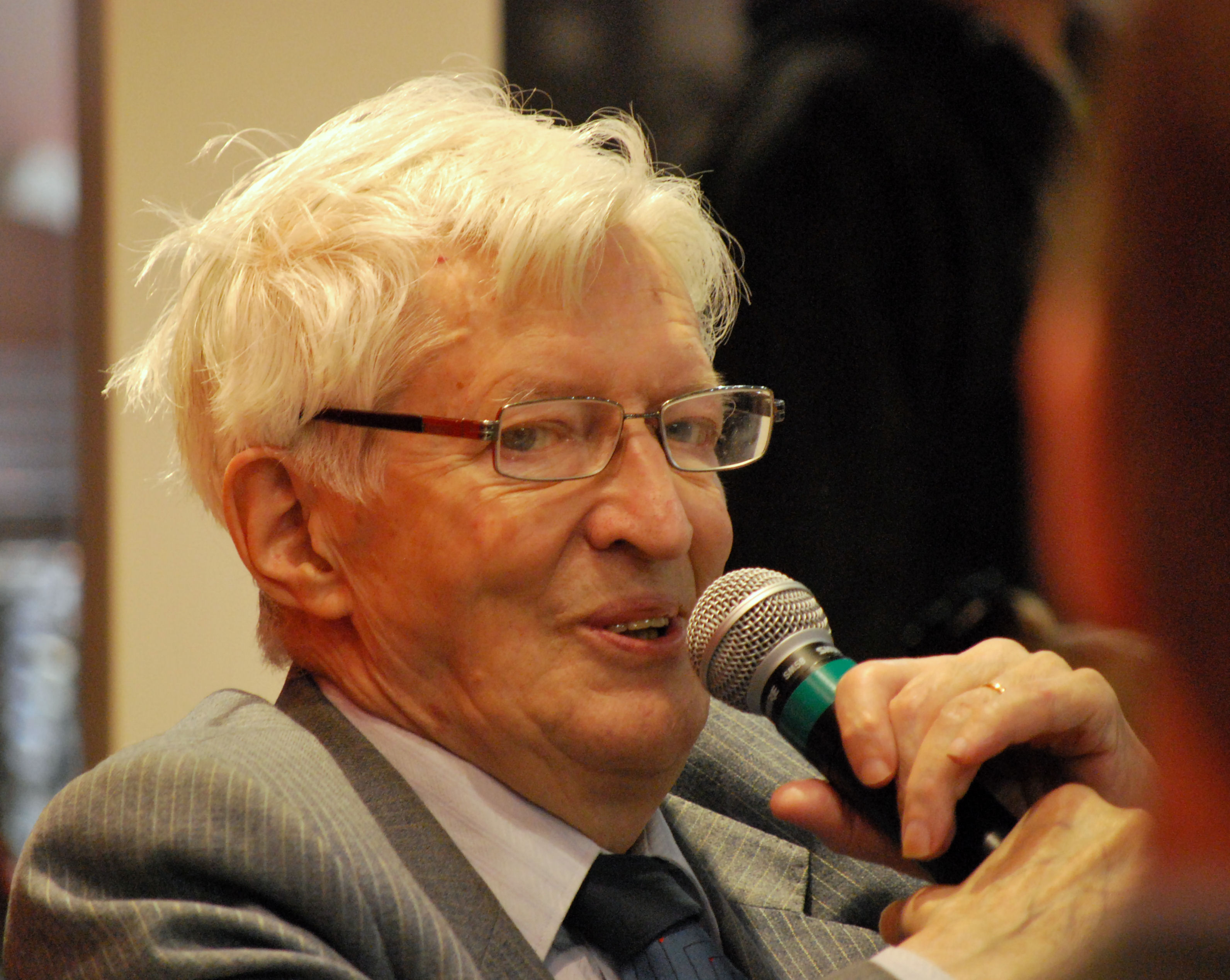
Lassi Nummi.

Lauri (Lassi) Juhani Yrjönpoika Nummi, född 9 oktober 1928 i Helsingfors, död 13 mars 2012 i samma stad, var en finländsk författare och journalist. Han var bror till Seppo och Yki Nummi samt far till Markus och Ilari Nummi.
Nummi var en reflektionslyriker med dragning åt det romantiska; härtill fogade han särskilt i sina senare diktsamlingar (debuten skedde 1949) ett stänk av självironi. Han publicerade även några prosaverk, bland vilka märks Maisema (1949), en experimenterande fantasi. Han var 1968–1975 litterär redaktör vid Uusi Suomi och arbetade som frilansjournalist. Hans lyriska universum, en sorts vardagens metafysik, gavs allt klarare struktur i samlingar som Requiem (1990, översatt till svenska av Gunvor Javén 1994), Hengitys yössä (1995) och Välimeri (2000). Hans lyrik finns samlad i flera urvalsvolymer. Han var ordförande i Suomen kirjailijaliitto 1969–1972 och konstnärsprofessor 1990–1995. Han blev mångfaldigt prisbelönad, bland annat med Pro Finlandia-medaljen (1972), samt promoverades till filosofie hedersdoktor 1986 och teologie hedersdoktor 2000 vid Helsingfors universitet.